# Wappen der deutschen Stadt- und Landkreise

Kreise in Deutschland

Diese Liste zeigt und erläutert die Wappen der deutschen Stadt- und Landkreise.
In der Bundesrepublik Deutschland gibt es aktuell (Juli 2021) 106 kreisfreie Städte (einschließlich der Stadtstaaten Berlin, Hamburg und Bremen). Außerdem gibt es 294 Landkreise. Hierbei sind die drei Kommunalverbände besonderer Art, der Regionalverband Saarbrücken, die Region Hannover und die Städteregion Aachen eingerechnet. Zudem beinhaltet die Liste alle aktuellen Kfz-Kennzeichen, auch die wiedereingeführten.
Nahezu alle diese Gebietskörperschaften führen ein eigenes Wappen, das oft Bezug nimmt auf die Geschichte oder regionale Besonderheiten.

## Wiederkehrende Elemente
Häufig wiederkehrende Elemente erinnern meist an die frühere (und heutige) Zugehörigkeit zu einem bestimmten Territorium.
| Pfälzer Löwe                          | Bayerische Rauten                                    | Märkischer Adler                                                     | Hirschstange                          | Rautenkranz                           | Nesselblatt                           |
| ------------------------------------- | ---------------------------------------------------- | -------------------------------------------------------------------- | ------------------------------------- | ------------------------------------- | ------------------------------------- |
|                                       |                                                      |                                                                      |                                       |                                       |                                       |
| Kurpfalz                              | Bayern                                               | Brandenburg                                                          | Württemberg                           | Sachsen                               | Holstein                              |
| Amberg, Mannheim                      | Landkreis Altötting, Landkreis Coburg                | Landkreis Eichsfeld, Märkisch-Oderland                               | Zollernalbkreis, Landkreis Tuttlingen | Saalfeld-Rudolstadt, Landkreis Coburg | Kreis Pinneberg, Landkreis Schaumburg |
| Fränkischer Rechen                    | Mainzer Rad                                          | Bergischer Löwe                                                      | Trierer Kreuz                         | Ravensberger Sparren                  | Veldenzer Löwe                        |
|                                       |                                                      |                                                                      |                                       |                                       |                                       |
| Franken                               | Kurmainz                                             | Herzogtum Berg                                                       | Bistum Trier                          | Grafschaft Ravensberg                 | Grafschaft Veldenz                    |
| Landkreis Haßberge, Main-Tauber-Kreis | Mainz, Erfurt                                        | Kreis Mettmann, Düsseldorf, Wuppertal                                | Koblenz, Bernkastel-Wittlich          | Bielefeld, Kreis Gütersloh            | Landkreis Birkenfeld, Landkreis Kusel |
| Bunter Löwe                           | Sachsenross                                          | Mecklenburger Stierkopf                                              | Meißner Löwe                          | Landsberger Pfähle                    | Reichsadler                           |
|                                       |                                                      |                                                                      |                                       |                                       |                                       |
| Hessen, Thüringen                     | Stammesherzogtum Sachsen                             | Mecklenburg, Mecklenburg-Vorpommern                                  | Markgrafschaft Meißen                 | Mark Landsberg                        | Freie Reichsstadt                     |
| Hochtaunuskreis, Wartburgkreis        | Kreis Herford, Landkreis Verden, Landkreis Helmstedt | Landkreis Mecklenburgische Seenplatte, Landkreis Nordwestmecklenburg | Leipzig, Landkreis Meißen             | Chemnitz, Zörbig                      | Dortmund, Nürnberg, Lübeck            |

## A
| Lage | Wappen | Kreis / Stadt                                      | Anmerkungen |
| ---- | ------ | -------------------------------------------------- | --- |
|      |        | Stadt Aachen AC, MON                               | Reichsadler = frühere Reichsstadt |
|      |        | Städteregion Aachen AC, MON                        | Löwe = Herzogtum Jülich Schwan auf Geweih = Burtscheid (Grafen von Woestenraedt) |
|      |        | Landkreis Ahrweiler AW                             | Kreuz = Erzbistum Köln Löwe = Herzogtum Jülich Reichsadler = Grafen von Are Wellenbalken = preußische Rheinprovinz                                                                             |
|      |        | Landkreis Aichach-Friedberg AIC, FDB               | Rauten = Wittelsbacher Eichenblatt = Aichach Kreuz = Friedberg |
|      |        | Alb-Donau-Kreis (Ulm) UL                           | Reichsadler = Reichsstadt Ulm, Hirschstangen = Württemberg rot-silber = Markgrafschaft Burgau                                                                                                  |
|      |        | Landkreis Altenburger Land ABG, SLN                | Rose = Grafen von Altenburg Löwe = Pleißenland Rautenkranz = Sachsen-Altenburg Eichel = Altenburger Spielkarte                                                                                 |
|      |        | Landkreis Altenkirchen (Westerwald) AW             | Gelöwter Leopard = Grafschaft Sayn Maueranker = Herren von Wildenburg Kreuz Kurfürstentümer Köln (schwarz) und Trier (rot)                                                                     |
|      |        | Altmarkkreis Salzwedel SAW, GA, KLZ                | Märkischer Adler = Mark Brandenburg Löwe = Braunschweig-Lüneburg Beschlag = Albrecht der Bär                                                                                                   |
|      |        | Landkreis Altötting AÖ, LF                         | Kirche mit Krone = Gnadenkapelle in Altötting Raute = Wittelsbacher |
|      |        | Landkreis Alzey-Worms AZ                           | Drache = Siegfried der Drachentöter Fiedel = Volker von Alzey |
|      |        | Stadt Amberg AM                                    | geminderter Löwe = Pfalz-Bayern Rauten = Wittelsbacher |
|      |        | Landkreis Amberg-Sulzbach AS, BUL, ESB, NAB, SUL   | Löwe = Pfalz Fleur-de-lis (Lilie) = Sulzbach Schlägel = Bergbau |
|      |        | Landkreis Ammerland WST (Westerstede)              | Streifen = Oldenburg Ankerkreuz = Spohle und Conneforde Eichel = Waldreichtum Zackenlinien = Oldenburg                                                                                         |
|      |        | Landkreis Anhalt-Bitterfeld ABI, AZE, BTF, KÖT, ZE | Schwarzer Bär = askanisches/anhaltisches Hoheitszeichen Schwarzer Löwe = sächsisch-wettinisches Insignum Rote Seeblätter = Bezug zur Grafschaft Brehna Palme = vom ehemaligen Landkreis Köthen |
|      |        | Stadt Ansbach AN                                   | Wellenbalken = Herren von Dornberg Wellenbalken mit Fischen = Onolzbach |
|      |        | Landkreis Ansbach AN, DKB, FEU, ROT                | schwarz-silber geschacht = Hohenzollern Fränkischer Rechen = Franken Reichsadler = Reichsstädte Rothenburg ob der Tauber, Dinkelsbühl und Feuchtwangen                                         |
|      |        | Stadt Aschaffenburg AB                             | Martin von Tours = Schutzpatron der Stadt (Zugehörigkeit zu Kurmainz) |
|      |        | Landkreis Aschaffenburg AB, ALZ                    | Mainzer Rad = Kurmainz Ringe = Herren Echter Eichenzweig = Spessart |
|      |        | Stadt Augsburg A                                   | Zirbelnuss (stilisierter Pinienzapfen) = römisches Feldzeichen und Symbol der römischen Provinz Raetia                                                                                         |
|      |        | Landkreis Augsburg A, SMÜ, WER                     | Kreuz = Ulrichskreuz = Augsburg Lilie (Fleur-de-lis) = Familie Fugger aus Graben = Schwabmünchen                                                                                               |
|      |        | Landkreis Aurich AUR, NOR                          | Jungfrauenadler (Harpye) = Familie Cirksena und Ostfriesland |

## B
| Lage | Wappen | Kreis / Stadt                                                          | Anmerkungen |
| ---- | ------ | ---------------------------------------------------------------------- | --- |
|      |        | Landkreis Bad Dürkheim (Bad Dürkheim an der Weinstraße) DÜW            | Löwe = Kurpfalz Adler = Herren von Leiningen Trauben = Deutsche Weinstraße                                                        |
|      |        | Landkreis Bad Kissingen KG, BRK, HAB                                   | drei Brunnen = Bad Bocklet, Bad Brückenau und Bad Kissingen Adler = Grafen von Henneberg Tatzenkreuz = Stift Fulda                |
|      |        | Landkreis Bad Kreuznach KH                                             | Löwe = Kurpfalz silber-blau geschacht = Vordere Grafschaft Sponheim                                                               |
|      |        | Landkreis Bad Tölz-Wolfratshausen TÖL, WOR                             | Andechser Löwe = Wolfratshausen gekreuzten Abtstäbe = Kloster Benediktbeuern Rauten = Wittelsbacher                               |
|      |        | Stadt Baden-Baden BAD                                                  | Mauerkrone zur Unterscheidung vom badischen Landeswappen Balken = Zähringer                                                       |
|      |        | Stadt Bamberg BA                                                       | Ritter = Heiliger Georg Adler = Grafen von Andechs-Meranien                                                                       |
|      |        | Landkreis Bamberg BA                                                   | Eber = Kloster Ebrach Löwe = Hochstift Bamberg                                                                                    |
|      |        | Landkreis Barnim BAR, BER, EW                                          | Roter Adler über Rot = Oberbarnim Silberner Adler über Silber = Niederbarnim                                                      |
|      |        | Landkreis Bautzen BZ, BIW, HY, KM                                      | goldene dreizinnige Mauer auf blauem Grund = Markgrafschaft Oberlausitz, Bautzen                                                  |
|      |        | Stadt Bayreuth BT                                                      | schwarz-weiß = Hohenzollern Löwen = Burggrafen von Nürnberg Reuten (Schaufeln mit gekrümmten Stiel = „–reuth“ (von Roden))        |
|      |        | Landkreis Bayreuth BT, EBS, ESB, KEM, MÜB, PEG                         | Rauten = Bayern Adler = Brandenburg-Bayreuth                                                                                      |
|      |        | Landkreis Berchtesgadener Land BGL, BGD, LF, REI                       | Schlüssel = Fürstpropstei Berchtesgaden Löwe = Erzbistum Salzburg Rauten = Wittelsbacher                                          |
|      |        | Landkreis Bergstraße (Heppenheim (Bergstraße)) HP                      | Zinnenturm = Starkenburg |
|      |        | Stadt Berlin B                                                         | Berliner Bär = vermutlich Albrecht I.                                                                                             |
|      |        | Landkreis Bernkastel-Wittlich WIL, BKS                                 | Kreuz = Erzbistum Trier Schlüssel = Wittlich Krebs = Nikolaus von Kues (Name: Cryfftz) rot-silber geschacht = Grafschaft Sponheim |
|      |        | Landkreis Biberach BC                                                  | Reichsadler = Biberach und Buchau Abtsstab = Klöster im Kreisgebiet                                                               |
|      |        | Stadt Bielefeld BI                                                     | Torbogen = Stadtbefestigung Schild mit Sparren = Grafschaft Ravensberg                                                            |
|      |        | Landkreis Birkenfeld BIR                                               | Schachmuster = hintere Grafschaft Sponheim Löwe = Grafschaft Veldenz                                                              |
|      |        | Stadt Bochum BO, WAT                                                   | Buch = Anspielung auf den Stadtnamen Schachbalken = Grafschaft Mark (in der Regel 3 × 8)                                          |
|      |        | Bodenseekreis (Friedrichshafen) FN, TT, ÜB                             | Wellenfäden = Bodensee Rad = Herren von Markdorf und Raderach                                                                     |
|      |        | Landkreis Böblingen BB, LEO                                            | Hirschstangen = Württemberg Fahne = Pfalzgrafen von Tübingen                                                                      |
|      |        | Stadt Bonn BN                                                          | Kreuz = Kurfürstentum Köln Löwe (im Volksmund „steinernes Wölfchen“) = altes Bonner Gerichtssymbol                                |
|      |        | Landkreis Börde (Bördekreis) BK, BÖ, HDL, OC, OK, WMS, WZL             | Hornhäuser Reiter |
|      |        | Kreis Borken BOR, AH, BOH                                              | rot-gold = Bistum Münster 3 Säulen = Herren von Zuylen (Bocholt)                                                                  |
|      |        | Stadt Bottrop BOT                                                      | schwarzes Krückenkreuz = Deutscher Ritterorden blaues Schild = 3 weiße Wolfsangeln = Kirchhellen                                  |
|      |        | Brandenburg an der Havel BRB                                           | Krone = Symbol der Vereinigung Burg mit grüne Schindeln und Adlern = Altstadt Burg mit blauen Schindeln und Ritter = Neustadt     |
|      |        | Stadt Braunschweig BS                                                  | Braunschweiger Löwe = Heinrich der Löwe rot-weiß = Stadtfarben                                                                    |
|      |        | Landkreis Breisgau-Hochschwarzwald (Freiburg im Breisgau) FR, MÜL, NEU | rot-silber-rot = Vorderösterreich rot-gold = Baden Adler = Zähringer                                                              |
|      |        | Stadtgemeinde Bremen HB                                                | Bremer Schlüssel = Apostel Simon Petrus                                                                                           |
|      |        | Seestadt Bremerhaven HB                                                | Schiff = Hafen Fisch = Fischerei Sensenblätter = Lehe Anker = Geestemünde Kreuz und Schlüssel = Bremerhaven                       |
|      |        | Burgenlandkreis BLK, HHM, NEB, NMB, WSF, ZZ                            | Stadtmauer = Burgen im Kreis Trauben = Weinbau Bergwerkswappen = Braunkohleabbau                                                  |

## C
| Lage | Wappen | Kreis / Stadt                     | Anmerkungen                                                                                           |
| ---- | ------ | --------------------------------- | --- |
|      |        | Landkreis Calw CW                 | Löwe auf Dreiberg = Grafen von Calw Quelle = Kurorte im Landkreis                                     |
|      |        | Landkreis Celle CE                | Löwe und Herz aus dem dänischen Königswappen = Fürstentum Lüneburg                                    |
|      |        | Landkreis Cham CHA, KÖZ, ROD, WÜM | Rauten = Grafen von Bogen (später Wittelsbacher) Kirche = Chammünster                                 |
|      |        | Stadt Chemnitz C                  | Pfähle = Mark Landsberg (Landsberger Pfähle) Löwe = Markgrafschaft Meißen                             |
|      |        | Landkreis Cloppenburg CLP         | oben = Herzogtum Oldenburg Lindenblätter = Tecklenburger Grafen Balken = Bistum Münster               |
|      |        | Stadt Coburg CO, NEC              | Mauritius = Mohr (Schutzpatron der Stadt)                                                             |
|      |        | Landkreis Coburg CO, NEC          | Rauten = Bayern Rautenkranz = Wettiner (Verbindung mit Sachsen)                                       |
|      |        | Landkreis Cochem-Zell COC, ZEL    | Kreuz = Bistum Trier Horn = Herrschaft Braunshorn in Beilstein Löwe = Pfalzgrafen von Aachen          |
|      |        | Kreis Coesfeld COE, LH            | roter Balken = Stift Münster Bischof mit Gans = St. Liudger Glocke = Lüdinghausen                     |
|      |        | Stadt Cottbus CB                  | geschlossenes Tor mit zwei Türmen Krebs = Herren von Cottbus                                          |
|      |        | Landkreis Cuxhaven CUX            | Bischof mit Hirtenstab = St. Nikolaus von Myra = Schutzpatron der Seeleute (Wappen des Landes Hadeln) |

## D
| Lage | Wappen | Kreis / Stadt                             | Anmerkungen |
| ---- | ------ | ----------------------------------------- | --- |
|      |        | Landkreis Dachau DAH                      | Rauten = Wittelsbacher Zickzackbalken = Grafen von Dachau                                                                                    |
|      |        | Landkreis Dahme-Spreewald LDS, KW, LC, LN | Stier = Niederlausitz Adler = Brandenburg Krone = Königs Wusterhausen                                                                        |
|      |        | Stadt Darmstadt DA                        | Krone = Großherzogtum Hessen Löwe = Grafen von Katzenelnbogen Lilie = Gottesmutter Maria (?)                                                 |
|      |        | Landkreis Darmstadt-Dieburg DA, DI        | Löwe = Grafen von Katzenelnbogen Mainzer Rad = Bistum Mainz 23 Sterne = 23 Städte und Gemeinden des Kreises                                  |
|      |        | Landkreis Deggendorf DEG                  | Doppeladler = Abtei Metten Wellenbalken = Donau und Isar grüne Hügel = Bayerischer Wald gold = fruchtbarer Boden                             |
|      |        | Stadt Delmenhorst DEL                     | Turm = Schlossturm („Blauer Turm“) |
|      |        | Stadt Dessau-Roßlau DE, RSL               | Adler = Dessau Rautenkranz = Sachsen rot-goldene Rauten = Grafschaft Waldersee Segelschiff = Roßlau                                          |
|      |        | Landkreis Diepholz DH, SY                 | Löwe = Diepholzer Grafen Bärenklauen = Grafen von Hoya                                                                                       |
|      |        | Landkreis Dillingen an der Donau DLG, WER | Löwe = Grafschaft Dillingen und Landvogtei Höchstädt Staufer-Löwe = Wertingen Lilie = Dillingen                                              |
|      |        | Landkreis Dingolfing-Landau DGF, LAN      | Rauten = Wittelsbacher Löwe = Landau an der Isar Balken = Dingolfing                                                                         |
|      |        | Kreis Dithmarschen (Heide) HEI, MED       | Dithmarscher Reiter = Bauernrepublik Dithmarschen                                                                                            |
|      |        | Landkreis Donau-Ries DON, NÖ              | Adler goldenes Andreaskreuz Rauten = Wittelsbacher                                                                                           |
|      |        | Donnersbergkreis KIB, ROK                 | rotes Rad = Herren von Bolanden blaues Rad = Hohenfelser Seitenlinie eingebogene Spitze = Donnersberg grün = Waldreichtum Sonne = Rebflächen |
|      |        | Stadt Dortmund DO                         | Reichsadler = frühere Reichsstadt |
|      |        | Stadt Dresden DD                          | Löwe = Markgrafschaft Meißen „Landsberger Pfähle“ = Mark Landsberg schwarz und gelb = Stadtfarben                                            |
|      |        | Stadt Duisburg DU                         | Doppeladler = Reichsfreiheit dreitürmige gezinnte Burg = Namen der Stadt                                                                     |
|      |        | Kreis Düren DN, JÜL, MON, SLE             | Löwe = Herzogtum Jülich Blatt = Papierherstellung „D“ = Düren                                                                                |
|      |        | Stadt Düsseldorf D                        | Anker = Rheinschifffahrt Bergischer Löwe = Herzogtum Berg                                                                                    |

## E
| Lage | Wappen | Kreis / Stadt                                             | Anmerkungen |
| ---- | ------ | --------------------------------------------------------- | --- |
|      |        | Landkreis Ebersberg EBE                                   | Eber und Berg = Ebersberg Tanne = Forst 29 Äste = ursprüngl. 29 Gemeinden                                                        |
|      |        | Landkreis Eichsfeld EIC, HIG, WBS                         | Adler = Brandenburg Mainzer Rad = Bistum Mainz                                                                                   |
|      |        | Landkreis Eichstätt EI                                    | Fackel = Industrie Hirtenstab = Bistum Eichstätt Geweihstange = Hirschberg Rauten = Wittelsbacher                                |
|      |        | Eifelkreis Bitburg-Prüm BIT, PRÜ                          | Lamm = Fürstabtei Prüm Streifen = Luxemburg Kreuz = Erzstift Trier Turm = Bitburg                                                |
|      |        | Landkreis Elbe-Elster EE, FI, LIB                         | Löwe = Grafschaft Meißen gold-schwarz = Sachsen-Wittenberg Stier = Niederlausitz silber-rot = Brandenburg                        |
|      |        | Stadt Emden EMD                                           | Jungfrauenadler („Engelke up de Muer“ = Engel auf der Mauer) = Cirksena-Familie Mauer = Sicherheit Wellen = Fluss Ems            |
|      |        | Landkreis Emmendingen EM                                  | schwarzer Berg = Herren von Schwarzenberg Flügel = Herren von Üsenberg Schrägbalken = Baden-Hachberg                             |
|      |        | Landkreis Emsland EL                                      | Hünengrab = Kreis Aschendorf-Hümmling Rosen-Mispelblüten = Meppen Wellenschnitt = Fluss Ems Anker = Kreis Lingen                 |
|      |        | Ennepe-Ruhr-Kreis EN, WIT                                 | Schachmuster = Grafen von der Mark Wellenbalken = Flüsse Ennepe und Ruhr                                                         |
|      |        | Enzkreis PF (Pforzheim)                                   | 4 Diamanten = Schwarzwald, Heckengäu, Kraichgau und Stromberg Wellenbalken = Enz                                                 |
|      |        | Landkreis Erding ED                                       | Rauten = Wittelsbacher Ross = pferdereichster Bezirk Bayerns (Grafschaft Haag)                                                   |
|      |        | Stadt Erfurt EF                                           | sechsspeichiges Mainzer Rad = frühere Zugehörigkeit zu Kurmainz                                                                  |
|      |        | Stadt Erlangen ER                                         | roter Adler = Brandenburg schwarzer Adler = Preußen Löwe = Altstadt (Luxemburger Löwe) „E“ und „S“ = Markgräfin Elisabeth Sophie |
|      |        | Landkreis Erlangen-Höchstadt ERH, HÖS                     | Löwe = Hochstift Bamberg Schildbord = Nürnberg / Brandenburg-Bayreuth blau-gold = Stadt Nürnberg Schöpfräder der Regnitz         |
|      |        | Erzgebirgskreis ERZ, ANA, ASZ, AU, MAB, MEK, STL, SZB, ZP | Löwe = Markgrafschaft Meißen Schlägel und Eisen = Bergbau grüner Hintergrund = bewaldetes Erzgebirge                             |
|      |        | Stadt Essen E                                             | Krone = Fürstentum Essen Allianzwappen (2 Schilde) Adler = Reichsstadt Richtschwert = St. Cosmas und Damian                      |
|      |        | Landkreis Esslingen ES, NT                                | Adler = Reichsstadt Esslingen Hifthorn = Nürtingen Rauten = Herrschaft Teck                                                      |
|      |        | Kreis Euskirchen EU, SLE                                  | Rosen = Grafen von Arenberg Löwe = Herzogtum Jülich Kreuz = Erzbistum Köln Zackenbalken = Manderscheid-Blankenheim               |

## F
| Lage | Wappen | Kreis / Stadt                             | Anmerkungen |
| ---- | ------ | ----------------------------------------- | --- |
|      |        | Stadt Flensburg FL                        | Leoparden = Schleswig Nesselblatt = Holstein Turm = frühere Burg Wellen = Flensburger Förde                                                                                                |
|      |        | Landkreis Forchheim FO, EBS, PEG          | Löwe = Hochstift Bamberg Schlüssel = Familie von Schlüsselberg Fisch = Forelle (Forchheim)                                                                                                 |
|      |        | Stadt Frankenthal (Pfalz) FT              | Löwe mit Reichsapfel und Schild dreieckiger Eckstein = Dreiherrenstein? oder Pflugschar? (vermutlich Hinweis auf das Motto der reformierten Glaubensflüchtlinge „Gott ist unser Eckstein“) |
|      |        | Stadt Frankfurt am Main F                 | Frankfurter Adler = Reichsadler (Reichsstadt) Krone = Bedeutung für das Reich |
|      |        | Stadt Frankfurt (Oder) FF                 | Stadttor Hahn = Galli (Gallier) Wappenschild = Märkischer Adler |
|      |        | Stadt Freiburg im Breisgau FR             | Georgskreuz = Stadtpatron St. Georg |
|      |        | Landkreis Freising FS                     | Rauten = Kranzberg und Moosburg an der Isar Mohrenkopf = Hochstift Freising (St. Korbinian) Rose = Grafen von Moosburg                                                                     |
|      |        | Landkreis Freudenstadt FDS, HCH, HOR, WOL | Auerhahn = Schwarzwald |
|      |        | Landkreis Freyung-Grafenau FRG, GRA, WOS  | Wolf = Passau Bär = Bärnstein Rauten = Wittelsbacher |
|      |        | Landkreis Friesland FRI                   | Löwe = Jeverland Kreuz = Aldenburg-Bentinck |
|      |        | Landkreis Fulda FD                        | Kreuz = Fulda Löwe = Hessen |
|      |        | Landkreis Fürstenfeldbruck FFB            | geschachter Schrägbalken = St. Bernhard Fürstenkrone = Wittelsbacher Brücke = Markt Bruck (Kernstadt Fürstenfeldbrucks)                                                                    |
|      |        | Stadt Fürth FÜ                            | Kleeblatt = „Dreiherrschaft“ während des Mittelalters (?) |
|      |        | Landkreis Fürth FÜ                        | Adler = Brandenburg-Ansbach Schrägbalken = Markgrafen von Nürnberg Ähre = Landwirtschaft Zahnrad = Industrie                                                                               |

## G
| Lage | Wappen | Kreis / Stadt                                | Anmerkungen |
| ---- | ------ | -------------------------------------------- | --- |
|      |        | Landkreis Garmisch-Partenkirchen GAP         | Rauten = Wittelsbacher Welfenlöwe = Steingaden gekrönter Mohr mit Ohrring = Hochstift Freising                      |
|      |        | Stadt Gelsenkirchen GE                       | Kirche = Gelsenkirchen Schlägel und Eisen = Bergbau Linde = Buer Löwe = Herren von Schloss Horst                    |
|      |        | Stadt Gera G                                 | Plauener Löwe = Vögte von Weida Turnierhelm                                                                         |
|      |        | Landkreis Germersheim GER                    | Löwe = Kurpfalz Kreuz = Hochstift Speyer Reichsadler = Reichsstadt Germersheim                                      |
|      |        | Landkreis Gießen GI                          | Balkendreieck = Fachwerkhäuser im Kreis Antoniterkreuz = Antoniterkloster Grünberg                                  |
|      |        | Landkreis Gifhorn GF                         | Löwe = Welfen Löwe und Herzen aus dem dänischen Königswappen = Fürstentum Lüneburg Horn = Stadt Gifhorn             |
|      |        | Landkreis Göppingen GP                       | Hirschstange = Württemberg Löwe = Staufer („Stauferkreis“)                                                          |
|      |        | Landkreis Görlitz GR, LÖB, NOL, NY, WSW, ZI  | Schlesischer Adler = Schlesien Böhmischer Löwe = Böhmen Zinnenmauer = Oberlausitz Lindenblatt = Sorben              |
|      |        | Landkreis Göttingen GÖ, DUD, HMÜ, OHA        | |
|      |        | Landkreis Goslar GS, BRL, CLZ                | Reichsadler = Reichsstadt Goslar Löwe = Herren von Schladen                                                         |
|      |        | Landkreis Gotha GTH                          | Schloss Friedenstein (größtes Barockschloss in Europa) Wellenbalken = Leina-Kanal Stern = Sachsen-Gotha-Altenburg   |
|      |        | Landkreis Grafschaft Bentheim (Nordhorn) NOH | 17 ganze und 2 halbe kreisrunde Schildbeschläge = Grafschaft Bentheim (Grafensiegel mit 19 goldenen Pfennigen)      |
|      |        | Landkreis Greiz GRZ, ZR                      | Löwe und Kranich = Fürstenhaus Reuß vereinfachte Form des sächsischen Wappens = Herzogtum Sachsen-Weimar-Eisenach   |
|      |        | Landkreis Groß-Gerau GG                      | rot-silber = Hessen schwarz-silber = Isenburg (Adelsgeschlecht) Herzschild = Dynastie von Dornberg (Katzenelnbogen) |
|      |        | Landkreis Günzburg GZ, KRU                   | Adler = Krumbach Pfahl und Streifen = altes Kreiswappen                                                             |
|      |        | Kreis Gütersloh GT                           | rot-silberne Sparren = Grafschaft Ravensberg Schild mit Rad = Amt Reckenberg Adler = Grafschaft Rietberg            |

## H
| Lage | Wappen | Kreis / Stadt                                  | Anmerkungen |
| ---- | ------ | ---------------------------------------------- | --- |
|      |        | Stadt Hagen HA                                 | Eiche mit 11 Blättern = 11 Stadtteile 5 Zweige = 5 Flüsse |
|      |        | Stadt Halle an der Saale HAL                   | siehe Halle (Saale) |
|      |        | Hansestadt Hamburg HH                          | zwei „Mariensterne“ über den Seitentürmen = Schutzpatronin Maria mittlere Turm mit Kreuz = mittelalterlicher Mariendom                                                                              |
|      |        | Landkreis Hameln-Pyrmont HM                    | Löwe = Grafen von Everstein = Grafen von Schwalenberg |
|      |        | Stadt Hamm HAM                                 | Schachbalken = Grafen von der Mark |
|      |        | Region Hannover H                              | Löwe = Herzogtum Braunschweig-Lüneburg Kleeblatt = Landeshauptstadt Hannover Gelb (Löwe) auf Rot = Wappen des alten Landkreises Hannover (obere Hälfte) und welfische Stammfarben (neben Blau-Gelb) |
|      |        | Landkreis Harburg (Winsen (Luhe)) WL           | Löwe und Herzen aus dem dänischen Königswappen = Fürstentum Lüneburg Schlüssel = Bremen |
|      |        | Landkreis Harz HZ, HBS, QLB, WR                | Forelle = Wappen der Wernigeröder Grafen Kredenzmesser = altes Reichsstift Quedlinburg Weiß-Rot = Bistum/Landkreis Halberstadt                                                                      |
|      |        | Landkreis Haßberge HAS, EBN, GEO, HOH          | Fränkischer Rechen = Bistum Würzburg Löwe = Bistum Bamberg vermindertes sächsisches Wappen = Königsberg in Bayern                                                                                   |
|      |        | Landkreis Havelland HVL, NAU, RN               | Adlerkopf = Brandenburg Schwäne = Osthavelland Trennlinie = Fluss Havel Sterne = 2 |
|      |        | Landkreis Heidekreis HK                        | Löwe = Soltau Hünengrab = Fallingbostel |
|      |        | Stadt Heidelberg HD                            | Löwe = Pfalzgrafen Dreiberg = Name der Stadt |
|      |        | Landkreis Heidenheim HDH                       | Balken = Herren von Hellenstein Zinnenturm = andere Herrschaften im Kreisgebiet |
|      |        | Stadt Heilbronn HN                             | Reichsadler = Reichsfreiheit Brustschild |
|      |        | Landkreis Heilbronn HN                         | Adler = ältestes Siegel der Stadt Lauffen am Neckar, vermutlich ein Reichsadler (bis 2012 als Wappen der Grafen von Lauffen gedeutet)                                                               |
|      |        | Kreis Heinsberg HS, ERK, GK                    | Löwe = Herren von Heinsberg und Herzogtum Jülich Lilienkreuz = ehemaliger Kreis Erkelenz Flachsblüte = Flachsanbau                                                                                  |
|      |        | Landkreis Helmstedt HE                         | Ross = Niedersachsen Farben = Herzogtum Braunschweig Ähre = Landwirtschaft Schlägel = Bergbau |
|      |        | Kreis Herford HF                               | Pferd = Sarkophag des Sachsenherzogs Wittekind in der Stiftskirche zu Enger |
|      |        | Stadt Herne HER, WAN                           | Emscherbrücher Wildpferd = Wanne-Eickel Schlägel und Eisen = Herne |
|      |        | Landkreis Hersfeld-Rotenburg HEF, ROF          | Doppelkreuz = Stift Hersfeld Lindenast = Rotenburg an der Fulda |
|      |        | Kreis Herzogtum Lauenburg (Ratzeburg) RZ       | Pferdekopf = Lauenburg schwarz-silberner Bord= Preußen |
|      |        | Landkreis Hildburghausen HBN                   | Löwe = Markgrafen von Meißen Hahn = Henneberger Fränkischer Rechen = Bistum Würzburg |
|      |        | Landkreis Hildesheim HI, ALF                   | Adler = Stadt Hildesheim Rose = Tausendjähriger Rosenstock im Hildesheimer Dom Hirschgeweih = Altkreise Alfeld (Leine) und Hildesheim-Marienburg                                                    |
|      |        | Hochsauerlandkreis HSK                         | Adler = Grafen von Arnsberg Kreuz = Erzbistum Köln |
|      |        | Hochtaunuskreis (Bad Homburg v.d.Höhe) HG, USI | rot-silberner Löwenteil = Landgrafschaft Hessen-Homburg goldener Löwenteil = Nassau 4 Eisenhüte = Herren von Kronberg 4 Kleeblätter = Stadt Usingen                                                 |
|      |        | Stadt Hof HO                                   | Zinnentürme = Stadtrechte Löwe = Vögte von Weida |
|      |        | Landkreis Hof HO, MÜB, NAI, REH, SAN           | goldener Löwe = Brandenburg-Bayreuth Zollernvierung Silber und Schwarz = Rehau Löwe = Bayern-Pfalz                                                                                                  |
|      |        | Hohenlohekreis (Künzelsau) KÜN, ÖHR            | Leoparden = Fürsten von Hohenlohe Mainzer Rad = Bistum Mainz |
|      |        | Landkreis Holzminden HOL                       | blau-silber = Everstein Löwe = Eversteiner Grafen Wellenbalken = Fluss Weser |
|      |        | Kreis Höxter HX, WAR                           | Lilie = Warburg Wellenbalken = Fluss Weser Kreuz = Bistum Paderborn |

## I
| Lage | Wappen | Kreis / Stadt         | Anmerkungen                                                                        |
| ---- | ------ | --------------------- | ---------------------------------------------------------------------------------- |
|      |        | Ilm-Kreis IK, ARN, IL | Adler = Arnstadt Löwe = Fürsten von Schwarzburg Hahn = Grafen von Henneberg        |
|      |        | Stadt Ingolstadt IN   | feuerspeiender Panther = Pfalzgrafen von Ortenburg (Nebenwappen der Wittelsbacher) |

## J
| Lage | Wappen | Kreis / Stadt                          | Anmerkungen |
| ---- | ------ | -------------------------------------- | --- |
|      |        | Stadt Jena J                           | Engel und Drachen = Erzengel Michael Weintraube = Weinbau Löwe auf dem Wappenschild = Herren von Meißen        |
|      |        | Landkreis Jerichower Land JL, BRG, GNT | silberner Pfahl = Elbe-Havel-Kanal + Elbe als westliche Kreisgrenze Kranich = Landschaft und Natur des Kreises |

## K
| Lage | Wappen | Kreis / Stadt                             | Anmerkungen |
| ---- | ------ | ----------------------------------------- | --- |
|      |        | Stadt Kaiserslautern KL                   | silberner Pfahl = Fluss Lauter Fisch = (Sage vom Hecht im Kaiserwoog) |
|      |        | Landkreis Kaiserslautern KL               | Adler = Reichsland um die Königspfalz Lautern Löwe = Pfalz Kugeln = Herren von Sickingen Fisch = Kaiserslautern |
|      |        | Stadt Karlsruhe KA                        | Farbumkehrung des badischen Staatswappens Fidelitas = lateinisch: Treue |
|      |        | Landkreis Karlsruhe KA, BR                | Schrägbalken = Baden Kreuz = Bistum Speyer Rauten = Kur-Pfalz Hirschstangen = Württemberg |
|      |        | Stadt Kassel KS                           | 13 Kleeblätter = Zahl der Ratsherren auf den jeweiligen Seiten der Fulda (?) Schrägbalken = Fluss Fulda (?) |
|      |        | Landkreis Kassel KS, HOG, WOH             | Löwe = Hessen (Residenzstadt Kassel) = Donareiche im Altkreis Hofgeismar Wolfsangeln = Altkreis Wolfhagen |
|      |        | Stadt Kaufbeuren KF                       | halber Adler = Freie Reichsstadt Schrägbalken und zwei Sterne = Edle von Beuren |
|      |        | Landkreis Kelheim KEH, MAI, PAR, RID, ROL | Rauten = Wittelsbacher 3 silber-blaue Rosen = Vögte des Benediktinerklosters Biburg und Herren von Stein und Wöhr sowie Burggrafen von Riedenburg silber-schwarz = Reichsfreiherren von Abensberg                                |
|      |        | Stadt Kempten (Allgäu) KE                 | Reichsadler = Befreiung des gefangenen Königs Maximilian I. Turm = Burghalde (Sitz der Reichsabtei) |
|      |        | Stadt Kiel KI                             | holsteinisches Nesselblatt = Schauenburger gemauertes Boot = Stadtrechte (Stadtmauer) und Hafenstadt |
|      |        | Landkreis Kitzingen KT                    | Rebe = Weinbau Brücke = Kitzingen Fränkischer Rechen = Bistum Würzburg geviertelter Schild = Castell (Gerolzhofen) |
|      |        | Kreis Kleve KLE, GEL                      | Lilienhaspel = Herzogtum Kleve Löwe = Geldern |
|      |        | Stadt Koblenz KO                          | Kreuz = Erzbistum Trier Krone = Himmelskönigin Maria (Schutzpatronin der Stadt) |
|      |        | Stadt Köln K                              | silber-weiß = Hanse 3 Kronen = Heilige Drei Könige 11 Flammen = Heilige Ursula von Köln (eigentlich Hermelinschwänze der Bretagne, die Heimat Ursulas)                                                                           |
|      |        | Landkreis Konstanz KN, STO (BÜS)          | Felchen = Fischreichtum Kreuz = Reichsabtei Reichenau und Hegau-Grafen Hirschstangen = Landgrafschaft Nellenburg |
|      |        | Stadt Krefeld KR                          | Bischof ohne Kopf = Heiliger Dionysius von Paris (fränkischer Nationalheiliger) Gold-Schwarz-Goldener Wappenschild = Grafschaft Moers Schlüssel des Heiligen Petrus = Uerdingen                                                  |
|      |        | Landkreis Kronach KC, SAN                 | Löwen = Hochstift Bamberg und Grafschaft Weimar-Orlamünde Rad = Kloster Langheim |
|      |        | Landkreis Kulmbach KU, EBS, SAN           | Bamberger Löwe = Raum um Stadtsteinach Vierung von Schwarz und Silber = Burggrafen von Nürnberg Adler = Andechs-Meranier Farben = Orlamünde                                                                                      |
|      |        | Landkreis Kusel KUS                       | goldener Löwe = Pfalz-Zweibrücken blauer Löwe = Grafschaft Veldenz. |
|      |        | Kyffhäuserkreis KYF, ART, SDH             | Käfernburger Löwe = Fürstenhaus Schwarzburg gevierter Schild der Grafen von Mansfeld = Artern Dreiberg = waldreiche Höhenzüge Hainleite, Windleite und Kyffhäusergebirge Wellenleiste = Fluss Unstrut Wellenfaden = Fluss Wipper |

## L
| Lage                                                                    | Wappen | Kreis / Stadt                                              | Anmerkungen |
| ----------------------------------------------------------------------- | ------ | ---------------------------------------------------------- | --- |
|                                                                         |        | Lahn-Dill-Kreis LDK, DIL, WZ                               | Reichsadler = Reichsstadt Wetzlar Jagdhorn = Grafschaft Oranien Löwe = Fürstentum Nassau                                    |
|                                                                         |        | Stadt Landau in der Pfalz LD                               | Löwe in rotbordiertem Schild = Stadtgründer Graf Emich IV. von Leiningen-Landeck Reichsadler = Reichsfreiheit               |
|                                                                         |        | Landkreis Landsberg am Lech LL                             | Rauten = Wittelsbacher goldener Adler = Grafen von Diessen-Andechs roter Löwe = Welfen                                      |
|                                                                         |        | Stadt Landshut LA                                          | 3 Eisenhüte mit Sturmriemen = Stadtname „Landes-Hut“ silber-blau = Wittelsbacher                                            |
|                                                                         |        | Landkreis Landshut LA, MAI, MAL, ROL, VIB                  | Rauten = Wittelsbacher Zinnen = Grafen von Preysing                                                                         |
|                                                                         |        | Landkreis Leer LER                                         | Kleeblatt = Rheiderland, Overledingerland, Moormerland und Lengenerland Ähren = Landwirtschaft Löwe = Häuptling Focko Ukena |
|                                                                         |        | Stadt Leipzig L                                            | Löwe = Markgrafschaft Meißen Landsberger Pfähle = Markgrafen von Landsberg                                                  |
|                                                                         |        | Landkreis Leipzig L, BNA, GHA, GRM, MTL, WUR               | Drei blaue Wellen = Neuseenland Burgturm = Burg Gnandstein symbolisiert das Kohrener Land Flusssymbol = Muldental           |
|                                                                         |        | Stadt Leverkusen LEV, OP                                   | Löwe = Grafen von Berg Wechselzinnenbalken = Opladen                                                                        |
|                                                                         |        | Landkreis Lichtenfels LIF, STE                             | Kaiserkrone und Reichsapfel = Bad Staffelstein Löwe = Bistum Bamberg                                                        |
|                                                                         |        | Landkreis Limburg-Weilburg LM, WEL                         | Kreuz = Bistum Limburg Löwe = Nassau (Oberlahnkreis, 1936)                                                                  |
|                                                                         |        | Landkreis Lindau (Bodensee) LI                             | Rauten = Wittelsbacher Linde = Lindau Dreilatzige, rote Fahne = Adelsgeschlecht Montfort Wellenbalken = Bodensee            |
|                                                                         |        | Kreis Lippe LIP                                            | Lippische Rose = Lippe 16 Pollenkörner = 16 Kommunen des Kreises                                                            |
|                                                                         |        | Landkreis Lörrach LÖ                                       | Löwe = Herren von Rötteln roter Balken = Markgrafschaft Baden Wellen = Fluss Wiese                                          |
|                                                                         |        | Hansestadt Lübeck HL                                       | Doppeladler = Reichsfreiheit Brustschild = Stadtfarben (Hanse)                                                              |
|                                                                         |        | Landkreis Lüchow-Dannenberg DAN                            | Tanne, Holz und Wurzel = Dannenberg goldene Rauten = Lüchow                                                                 |
|                                                                         |        | Landkreis Ludwigsburg LB, VAI                              | Hirschstange = Herzogtum Württemberg Reichsadler = Reichsstadt Markgröningen (Hüterin der Reichssturmfahne)                 |
|                                                                         |        | Stadt Ludwigshafen am Rhein LU                             | Anker = Symbol der Schifffahrt                                                                                              |
| Lage des Landkreises Ludwigslust-Parchim im Land Mecklenburg-Vorpommern |        | Landkreis Ludwigslust-Parchim LUP, HGN, LBZ, LWL, PCH, STB | Stierkopf = Herrschaft Werle                                                                                                |
|                                                                         |        | Landkreis Lüneburg LG                                      | Herzen = dänisches Königswappen (Heirat Herzog Wilhelms von Lüneburg mit der Dänin Helena von Dänemark) Löwe = Welfen       |

## M
| Lage                                                                            | Wappen | Kreis / Stadt                                                                      | Anmerkungen |
| ------------------------------------------------------------------------------- | ------ | ---------------------------------------------------------------------------------- | --- |
|                                                                                 |        | Stadt Magdeburg MD                                                                 | Jungfrau (Mägdelein) und Burg = Namen der Stadt oder Magadabourg = Mächtige Burg |
|                                                                                 |        | Landkreis Main-Spessart MSP                                                        | Eichenlaub = Spessart Traube = Weinbau Mainzer Rad = Kurmainz Fränkischer Rechen = Bistum Würzburg Wellenpfahl = Main |
|                                                                                 |        | Main-Kinzig-Kreis MKK, HU, GN, SLÜ                                                 | Schwan = Grafschaft Hanau Adler = Altkreis Gelnhausen Schrägbalken = Herren von Hutten (Altkreis Schlüchtern) Wellenbalken = Main und Kinzig |
|                                                                                 |        | Main-Tauber-Kreis (Tauberbischofsheim) TBB, MGH                                    | Mainzer Rad = Kurmainz Fränkischer Rechen Kreuz = Deutscher Orden |
|                                                                                 |        | Main-Taunus-Kreis MTK                                                              | Mainzer Rad = Kurmainz Sparren = Herren von Eppstein |
|                                                                                 |        | Stadt Mainz MZ                                                                     | durch silbernes Kreuz verbundene Mainzer Räder Bischof Willigis, der 975 zum Erzbischof von Mainz gewählt wurde, soll Sohn eines Wagners gewesen sein.                                                                                             |
|                                                                                 |        | Landkreis Mainz-Bingen MZ, BIN                                                     | Mainzer Rad = Kurmainz Löwe = Kurpfalz Adler = Reichsgüter bei Ingelheim am Rhein, Oppenheim und Nierstein |
|                                                                                 |        | Stadt Mannheim MA                                                                  | Wolfsangel = altes Fleckenzeichen Löwe = Kurpfalz |
|                                                                                 |        | Landkreis Mansfeld-Südharz MSH, EIL, HET, ML, SGH                                  | Balken und Rauten = Grafschaft Mansfeld Rose = Sangerhausen Grün = Natur Gezähe im Dreieck = Bergbau |
|                                                                                 |        | Landkreis Marburg-Biedenkopf MR, BID                                               | Löwe = Hessen Kreuz = Deutscher Ritterorden |
|                                                                                 |        | Märkischer Kreis MK                                                                | Löwe = Herzogtum Jülich (Iserlohn-Letmathe, Hennen) Schachbrettbalken = Grafschaft Mark Kreuz = Kurköln (Menden, Balve, Meinerzhagen-Valbert) |
|                                                                                 |        | Landkreis Märkisch-Oderland MOL, FRW, SEE, SRB                                     | Halber Adler über Rot = Oberbarnim Wellenbalken = Oder Bootshaken und Stern = Bistum Lebus |
|                                                                                 |        | Landkreis Mayen-Koblenz MYK, MY                                                    | Krone = Königsstuhl von Rhens Wellenbalken = Rhein und Mosel Maienbaum = Mayen |
| Lage des Landkreises Mecklenburgische Seenplatte im Land Mecklenburg-Vorpommern |        | Landkreis Mecklenburgische Seenplatte MSE, AT, DM, MC, MST, MÜR, NZ, RM, WRN, (NB) | Stierkopf = Herrschaft Werle Greif = Herzogtum Pommern Wellenfäden = Städte Altentreptow, Demmin, Malchin, Neubrandenburg, Neustrelitz, Röbel, Waren                                                                                               |
|                                                                                 |        | Landkreis Meißen MEI, GRH, RG, RIE                                                 | Löwe = Markgrafschaft Meißen |
|                                                                                 |        | Stadt Memmingen MM                                                                 | Prankenkreuz = Ortszeichen Adler = Reichsstadt |
|                                                                                 |        | Landkreis Merzig-Wadern MZG                                                        | Kreuz = Bistum Trier 3 Adler = Lothringen Wolfsangel = Soetern und Wadern Löwe = Luxemburg |
|                                                                                 |        | Kreis Mettmann ME                                                                  | Löwe = Grafen von Berg Schloss = Schlosserei Ähre = Landwirtschaft |
|                                                                                 |        | Landkreis Miesbach MB                                                              | Adler und Stäbe = Hohenwaldeck Seeblätter über Wellen = Kloster Tegernsee |
|                                                                                 |        | Landkreis Miltenberg MIL, OBB                                                      | Rauten = Bayern Mainzer Rad = Bistum Mainz Wellen = Main Fränkischer Rechen = Franken |
|                                                                                 |        | Kreis Minden-Lübbecke MI, LK                                                       | Schlüssel = Minden Balken = Grafschaft Ravensberg |
|                                                                                 |        | Landkreis Mittelsachsen (Freiberg) FG, BED, DL, FLÖ, HC, MW, RL                    | Meißner Löwe = Markgrafschaft Meißen Bergeisen = Kreis Freiberg drei blaue Wellen = Landkreis Mittweida Wecken = Burggrafschaft Leisnig |
|                                                                                 |        | Stadt Mönchengladbach MG                                                           | Wechselzinnenbalken, = Herren von Quadt Abtsstab = Benediktiner auf dem Abteiberg für Gladbach Kreuz = Herren von Bylandt in Rheydt |
|                                                                                 |        | Landkreis Mühldorf am Inn MÜ, VIB, WS                                              | goldener Löwe = Pfalz schwarzer Löwe = Bistum Salzburg |
|                                                                                 |        | Stadt Mülheim an der Ruhr MH                                                       | Schräggitter = Herrschaft zu Daun Rad = Herrschaft zu Falkenstein Löwe = Herrschaft zu Limburg Balken und schreitender Löwen = Herrschaft zu Oberstein goldener Leerschild = Herrschaft zu Broich 4 Kreuze und Rad = Herrschaft zu Reipoltskirchen |
|                                                                                 |        | Stadt München M, MUC                                                               | Mönch mit schwarzer Kutte und roten Schuhen, in der Linken ein rotes Eidbuch haltend, die Rechte zum Schwur erhoben (sprechendes Zeichen = „bei den Mönchen“)                                                                                      |
|                                                                                 |        | Landkreis München M, AIB, WOR                                                      | Rauten = Altkreis Bad Aibling gold-schwarz = Stadt München Wellenbalken = Isar |
|                                                                                 |        | Stadt Münster MS                                                                   | Abwandlung des Stiftswappens des Bistums Münster (Gold-Rot-Gold) Kombination mit dem Wappen der Hanse (Rot-Silber) |

## N
| Lage | Wappen                                       | Kreis / Stadt                                                         | Anmerkungen |
| ---- | -------------------------------------------- | --------------------------------------------------------------------- | --- |
|      |                                              | Neckar-Odenwald-Kreis (Mosbach) MOS, BCH                              | Mainzer Rad = Bistum Mainz Rauten = Kurpfalz |
|      |                                              | Landkreis Neuburg-Schrobenhausen ND, SOB                              | Bärenkopf = Schrobenhausen Löwe = Fürstentum Pfalz-Neuburg Wellenbalken = Flüsse Donau und Paar                                                                 |
|      |                                              | Landkreis Neumarkt in der Oberpfalz NM, PAR                           | goldener Löwe = Pfalz schreitender und aufgerichteter Löwe = Wolfstein                                                                                          |
|      |                                              | Stadt Neumünster NMS                                                  | Fabrikanlage mit fünf Schloten = Industriestadt (Textil und Leder) silberner Schwan mit goldener Halskrone = Stormarner Schwan silbernes Nesselblatt = Holstein |
|      |                                              | Landkreis Neunkirchen NK, OTW                                         | Löwe = Grafen von Nassau-Saarbrücken Rose = Ottweiler Zahnrad = Neunkirchen (Saar)                                                                              |
|      |                                              | Landkreis Neustadt an der Aisch-Bad Windsheim NEA, SEF, UFF           | Brackenkopf = Neustadt an der Aisch Adler = Bad Windsheim |
|      |                                              | Landkreis Neustadt an der Waldnaab NEW, ESB, VOH                      | Löwe = Pfalz-Sulzbach Sterne = Prinzen von Lobkowitz silber-blaue Balken = Grafen von Leuchtenberg                                                              |
|      |                                              | Stadt Neustadt an der Weinstraße NW                                   | Löwe = Kurpfalz |
|      |                                              | Landkreis Neu-Ulm NU, ILL                                             | Schrägbalken = Grafen von Berg-Pfaffenhofen Hifthorn = Herren von Neuffen gekrönte Mohrin mit Bischofsmütze in den Händen = Grafen von Kirchberg                |
|      |                                              | Landkreis Neuwied NR                                                  | schwarzes Kreuz = Erzbistum Köln rotes Kreuz = Bistum Trier Pfau = Grafschaft Wied                                                                              |
|      |                                              | Landkreis Nienburg/Weser NI                                           | Pferdeköpfe = traditionelle Bauernhäuser Bärentatze = Grafen von Hoya Horn = Grafen von Wölpe                                                                   |
|      |                                              | Kreis Nordfriesland NF                                                | 3 Schiffe = Altkreise Südtondern, Husum und Eiderstedt Pflug = Landwirtschaft (Husum) Hering = Fischfang (Sylt) Stierkopf = Landwirtschaft (Eiderstedt)         |
|      |                                              | Landkreis Nordhausen NDH                                              | geschachtes Feld = Grafschaft Hohnstein Baumstumpf = zerstörtes Nordhausen sprießender Zweig = Zukunft unter goldenem Himmel                                    |
|      |                                              | Landkreis Nordsachsen (Torgau) TDO, DZ, EB, OZ, TG, TO                | Löwe = Markgrafschaft Meißen Wellenbalken = Flüsse Elbe und Mulde                                                                                               |
|      |                                              | Landkreis Nordwestmecklenburg NWM, GDB, GVM, WIS, (HWI)               | Stier = Herzogtum Mecklenburg |
|      |                                              | Landkreis Northeim NOM, EIN, GAN                                      | welfische Löwen = Altkreise Northeim und Uslar |
|      |                                              | Stadt Nürnberg N                                                      | Kleines Wappen: halber Reichsadler = Reichsstadt Schrägbalken = Stadtflagge                                                                                     |
|      | Großes Wappen: Jungfrauenadler = Reichsstadt | Stadt Nürnberg N                                                      | |
|      |                                              | Landkreis Nürnberger Land (Lauf an der Pegnitz) LAU, ESB, HEB, N, PEG | Reichsadler = Reichsstadt Nürnberg Schrägbalken = Stadtflagge von Nürnberg blau = Fluss Pegnitz Mühlrad = Wasserkraft                                           |

## O
| Lage | Wappen | Kreis / Stadt                                | Anmerkungen |
| ---- | ------ | -------------------------------------------- | --- |
|      |        | Landkreis Oberallgäu OA                      | Dreifels = Allgäuer Hauptkamm staufische Löwen = Herzogtum Schwaben                                                                                  |
|      |        | Oberbergischer Kreis (Gummersbach) GM        | rot-silber geschachter märkischer Schachbalken = Grafschaft Mark Burg = Homburg (Sayn-Wittgenstein-Berleburg) Löwe = Grafen von Berg                 |
|      |        | Stadt Oberhausen OB                          | Schlägel und Eisen = Bergbau Merkurstab = Handel und Verkehr Zange und Hammer = Industrie Zahnrad = Hüttenwerke                                      |
|      |        | Landkreis Oberhavel OHV                      | Adler = Brandenburg Schwäne = Natur |
|      |        | Landkreis Oberspreewald-Lausitz OSL, CA, SFB | Stier = Calau Mauer = Senftenberg Schild = Meißen |
|      |        | Odenwaldkreis (Erbach) ERB                   | Eiche = Wälder Sterne = Grafen von Erbach |
|      |        | Landkreis Oder-Spree LOS, BSK, EH, FW        | Bootshaken = Bistum Lebus Zisterzienserbalken = Kloster Neuzelle und Kloster Zinna Klingen = Herren von Strehla Hirschstange = Herren von Biberstein |
|      |        | Stadt Offenbach am Main OF                   | Eiche mit 5 Eicheln = Reichsforst Dreieich |
|      |        | Landkreis Offenbach OF                       | Eiche = Wälder von Dreieich Schild = Ritter von Isenburg Mainzer Rad = Kurmainz                                                                      |
|      |        | Stadt Oldenburg OL                           | Stadtmauer mit Mittelturm und Seitentürmen auf einer Stadtmauer Torfeld = Oldenburger Grafenschild                                                   |
|      |        | Landkreis Oldenburg OL                       | rot-goldene Balken = Oldenburger Wappen Kreuz = Grafschaft Delmenhorst Rosen = Wildeshausen                                                          |
|      |        | Kreis Olpe OE                                | Kreuz = Erzbistum Köln 5 Querbalken = Freiherren von Fürstenberg                                                                                     |
|      |        | Ortenaukreis OG, BH, KEL, LR, WOL            | Doppeladler = Reichsstädte Offenburg, Gengenbach und Zell am Harmersbach Brustschild = St. Georg einen Lindwurm erlegend                             |
|      |        | Stadt Osnabrück OS                           | Rad = Münzzeichen des Hochstifts Osnabrück |
|      |        | Landkreis Osnabrück OS, BSB, MEL, WTL        | Turm = Iburg Rad = Osnabrück |
|      |        | Ostalbkreis (Aalen) AA, GD                   | Löwe = Staufer Reichsadler = Reichsstädte Aalen, Schwäbisch Gmünd, Bopfingen Abtsstab = geistliche Territorien Ellwangen, Kloster Neresheim u. a.    |
|      |        | Landkreis Ostallgäu OAL, FÜS, MOD            | Löwe = Landkreis Kaufbeuren Martinsschwert = Marktoberdorf Abtstab = Kloster St. Mang                                                                |
|      |        | Landkreis Osterholz OHZ                      | Schlüssel = Bistum Bremen Torfschiff = Torfabbau |
|      |        | Kreis Ostholstein OH                         | zweistöckiger Turm = Oldenburg in Holstein Bischofsmütze mit fliegenden Bändern über Tatzenkreuz = Hochstift Lübeck                                  |
|      |        | Landkreis Ostprignitz-Ruppin OPR, KY, NP, WK | Adler = Grafen von Arnstein Lilie = Herren von Plotho (Kyritz) Mitra = Wittstock/Dosse                                                               |

## P
| Lage | Wappen | Kreis / Stadt                               | Anmerkungen |
| ---- | ------ | ------------------------------------------- | --- |
|      |        | Kreis Paderborn PB, BÜR                     | Kreuz = Hochstift Paderborn Wellenbalken = Wasserreichtum Rautensparren = Herren von Büren, siehe auch Büren                                                                                         |
|      |        | Stadt Passau PA                             | Wolf = Bischof Wolfger von Erla |
|      |        | Landkreis Passau PA                         | Panther = Griesbach und Vilshofen Wolf = Passau Rauten = Wittelsbacher |
|      |        | Landkreis Peine PE                          | Wölfe = Stadtgründer Gunzelin von Wolfenbüttel und Bestand des Kreises Peine nach Ost und West gegen die gebietshungrigen Wappenlöwen Hannovers und Braunschweigs gold-rot = Bistum Hildesheim       |
|      |        | Landkreis Pfaffenhofen an der Ilm PAF       | Doppelkreuz = Monstranz des Klosters Scheyern Rauten = Wittelsbacher Hopfenrebe mit Dolde und Blatt = Hopfenanbau                                                                                    |
|      |        | Stadt Pforzheim PF                          | Schrägbalken = Herren von Pforzheim (später Landeswappen von Baden) Silber und Blau = Wittelsbacher (?)                                                                                              |
|      |        | Kreis Pinneberg PI Helgoland: zusätzlich AG | Tanne = Hinweis auf Baumschulen Nesselblatt = Schauenburger Grafen |
|      |        | Stadt Pirmasens PS                          | schwertschwingender Löwe auf Blitzen = Soldatensiedlung oder Herren von Hanau-Lichtenberg von Zinnentürmen flankierter Turm = Stadtsiegel                                                            |
|      |        | Kreis Plön PLÖ                              | Eichenblatt = Waldreichtum Nesselblatt = Holstein (Schauenburger Grafen) Ähre = Landwirtschaft Wellenbalken = Seenlandschaft und Ostseeküste Fisch = Wasserreichtum                                  |
|      |        | Stadt Potsdam P                             | Adler = stilisierte Variante des Märkischen Adlers |
|      |        | Landkreis Potsdam-Mittelmark PM             | Märkischer Adler = Brandenburg Eichenlaub = Eichen-Mischwald der drei Altkreise Belzig, Potsdam-Land und Brandenburg-Land schwarze Balken = Sachsen gekreuzte Bischofsschlüssel = Bistum Brandenburg |
|      |        | Landkreis Prignitz PR                       | Gans = Familie Gans Farben = Brandenburg Perlen = Perleberg Wellenlinie = Elbe Wolf = Pritzwalk |

## R
| Lage | Wappen | Kreis / Stadt                                                  | Anmerkungen |
| ---- | ------ | -------------------------------------------------------------- | --- |
|      |        | Landkreis Rastatt RA, BH                                       | Weinleiter = Weinbau Traube = Obstanbau Rose = Grafen von Eberstein Schrägbalken = Baden                                   |
|      |        | Landkreis Ravensburg RV, SLG, ÜB, WG                           | Löwe = Welfen |
|      |        | Kreis Recklinghausen RE, CAS, GLA                              | Nesselblatt = Herrlichkeit Lembeck Kreuz = Erzbistum Köln Schlüssel im Kreuz = St. Petrus (Patron von Köln)                |
|      |        | Landkreis Regen REG, VIT                                       | Rauten = Wittelsbacher Glas = Glasherstellung Kiefer = Bayerischer Wald Turm = Burgen im Kreis                             |
|      |        | Stadt Regensburg R                                             | Schlüssel = St. Petrus (Patron des Regensburger Doms)                                                                      |
|      |        | Landkreis Regensburg R                                         | Rauten = Wittelsbacher Schrägbalken = Hochstift Regensburg Tatzenkreuz = Kloster Prüfening und andere Klöster im Landkreis |
|      |        | Rems-Murr-Kreis (Waiblingen) WN, BK                            | Hirschstange = Württemberg Wellenleisten = Flüsse Rems und Murr                                                            |
|      |        | Stadt Remscheid RS                                             | Löwe = Herzogtum Berg Sichel = Eisenindustrie                                                                              |
|      |        | Kreis Rendsburg-Eckernförde RD, ECK                            | Schleswiger Löwe = Schleswig Nesselblatt = Holstein                                                                        |
|      |        | Landkreis Reutlingen RT                                        | Schrägbalken + Sterne = Grafen von Achalm                                                                                  |
|      |        | Rhein-Erft-Kreis (Bergheim) BM                                 | Wellenbalken = Flüsse Rhein und Erft Löwe = Herzogtum Jülich Kreuz = Erzbistum Köln                                        |
|      |        | Rheingau-Taunus-Kreis (Rüdesheim am Rhein) RÜD, SWA            | Löwe = Herzogtum Nassau Mainzer Rad = Bistum Mainz                                                                         |
|      |        | Rhein-Hunsrück-Kreis (Simmern/Hunsrück) SIM, GOA               | Schachmuster = Grafschaft Sponheim Löwe = Kurpfalz Adler = Reichsstädte Oberwesel und Boppard                              |
|      |        | Rheinisch-Bergischer Kreis (Bergisch Gladbach) GL              | Wellenbalken = Rhein Löwe = Grafen von Berg                                                                                |
|      |        | Rhein-Kreis Neuss NE, GV                                       | Kreuz = Erzbistum Köln Löwe = Herzogtum Jülich                                                                             |
|      |        | Rhein-Lahn-Kreis (Bad Ems) EMS, DIZ, GOH                       | blau-gold-rot = Kurfürstentümer Mainz und Trier Löwe = Nassau, Katzenelnbogen, Diez und Kurpfalz                           |
|      |        | Rhein-Neckar-Kreis (Heidelberg) HD                             | geteilter Wellenbalken = Rhein und Neckar Löwe = Kurpfalz                                                                  |
|      |        | Rhein-Pfalz-Kreis RP                                           | Löwe = Kurpfalz Kreuz = Bistum Speyer Seerosenblätter = Auenlandschaft Wellenbalken = Rhein                                |
|      |        | Rhein-Sieg-Kreis (Siegburg) SU                                 | Löwe = Herzogtum Berg Kreuz = Kurköln Flammenschwert = Erzengel (Abtei Michaelsberg in Siegburg)                           |
|      |        | Landkreis Rhön-Grabfeld (Bad Neustadt a.d.Saale) NES, KÖN, MET | Krone = Königshofen Kreuze = Kreuzberg Wellenband = Saale grün = Waldreichtum                                              |
|      |        | Stadt Rosenheim RO                                             | Rosenwappen = Wasserburger Hallgrafen                                                                                      |
|      |        | Landkreis Rosenheim RO, AIB, WS                                | Rauten = Wittelsbacher Seeblätter = Frauenchiemsee (Chiemgau) Löwe = Stadt Wasserburg.                                     |
|      |        | Hansestadt Rostock HRO                                         | Greif = Rostocker Fürsten silber-rot = Farben der Hanse                                                                    |
|      |        | Landkreis Rostock LRO, BÜZ, DBR, GÜ, ROS, TET                  | Stier = Herzogtum Mecklenburg Greif = Rostocker Fürsten                                                                    |
|      |        | Landkreis Rotenburg (Wümme) ROW, BRV                           | Löwe = Königreich Hannover Kreuz = Abtei Verden Schlüssel = Bremervörde                                                    |
|      |        | Landkreis Roth RH, HIP                                         | Rose (Asylrecht) = Reichsstadt Roth silber-schwarz = Brandenburg-Ansbach Bischofsstab = Bistum Eichstätt                   |
|      |        | Landkreis Rottal-Inn (Pfarrkirchen) PAN, EG, GRI, VIB          | Panther = Eggenfelden (Grafen von Sponheim) Pferd = Pfarrkirchen (Pferdezucht) Wellenbalken = Rott                         |
|      |        | Landkreis Rottweil RW                                          | Reichsadler = Reichsstadt Rottweil Hirschstange = Württemberg Brustschild = Vorderösterreich                               |

## S
| Lage | Wappen | Kreis / Stadt                                                        | Anmerkungen |
| ---- | ------ | -------------------------------------------------------------------- | --- |
|      |        | Saalekreis SK, MER, MQ, QFT                                          | rot-silber = Bistum Magdeburg Löwe = Wettiner in Gold ein schwarzes Kreuz = Bistums Merseburg siebenmal geteilt von Silber über Rot = Insignien der Edlen von Querfurt                                                            |
|      |        | Saale-Holzland-Kreis SHK, EIS, SRO                                   | Löwe = Grafen von Orlamünde silberner Schrägbalken = Herren von Lobdeburg 9 Streifen + Rautenkranz = Sachsen-Eisenberg |
|      |        | Saale-Orla-Kreis SOK, LBS, PN, SCZ                                   | schwarzer Löwe = Grafen von Meißen goldener Löwe = Haus Reuß Wellenbalken = Saale und Orla |
|      |        | Landkreis Saalfeld-Rudolstadt SLF, RU                                | sächsisches Wappen = Hauptstadt des Herzogtums Sachsen-Saalfeld Doppeladler = Herren von Schwarzburg-Rudolstadt |
|      |        | Regionalverband Saarbrücken SB, (VK)                                 | goldene Löwen = Grafen von Nassau-Saarbrücken silberne Löwen = Grafen von Saarbrücken |
|      |        | Landkreis Saarlouis SLS                                              | Schrägbalken mit gestümmelten Adlern = Lothringen Schildhaupt = Hohenzollern Stern = Saarlouis als sternförmige Festung Lilie = Haus Bourbon (Ludwig XIV. als Stadtgründer von Saarlouis)                                         |
|      |        | Saarpfalz-Kreis (Homburg) HOM, (IGB)                                 | goldener Löwe = Pfalz Kreuz = Bistum Trier Abtsstab = Klöster im Kreis silberner Löwe = Grafen von Homburg |
|      |        | Landkreis Sächsische Schweiz-Osterzgebirge (Pirna) PIR, DW, FTL, SEB | Schlägel und Eisen = Bergbau und Industrialisierung weißer Wellenbalken = Flussreichtum Grün = Waldreichtum der Region Meißner Löwe = Markgrafschaft Meißen Silber und Grün = historische und kulturelle Zugehörigkeit zu Sachsen |
|      |        | Stadt Salzgitter SZ                                                  | Giebel und Zinnenmauer Hochofen = Industrie Ähren = Landwirtschaft zwei Salzhaken = Sole Schlägel und Eisen = Bergbau |
|      |        | Salzlandkreis SLK, ASL, BBG, SBK, SFT                                | Salzkörbe = Salzlandkreis Anhaltischer Bär und preußischer Adler = Teilung der Region in anhaltische und preußische Staatsterritorien                                                                                             |
|      |        | Landkreis Sankt Wendel WND                                           | blauer Löwe = Grafen von Veldenz silberner Löwe = Nassau-Saarbrücken rot-gold = Lothringen Lilie = Sankt Wendel |
|      |        | Landkreis Schaumburg SHG, RI                                         | Nesselblatt = Stammsitz der Schaumburger Grafen auf dem Nesselberg |
|      |        | Kreis Schleswig-Flensburg SL                                         | Löwen = ehemalige Bezirke Wellenbalken = Ostsee |
|      |        | Landkreis Schmalkalden-Meiningen SM, MGN                             | Hahn = Grafschaft Henneberg Löwe = Hessen Würzburger Fahne = Meiningen sächsische Raute = Herzogtum Sachsen-Meiningen |
|      |        | Stadt Schwabach SC                                                   | zinnengekrönter Turm auf einem Rundbogen Reichsadler Löwe = Nassau |
|      |        | Landkreis Schwäbisch Hall SHA, BK, CR                                | schwarz-silber = Hohenzollern Kesselhaken = Crailsheim Flößerhaken = Grafen von Limpurg Scheibe = Heller-Münze aus dem Wappen der Stadt Schwäbisch Hall                                                                           |
|      |        | Schwalm-Eder-Kreis (Homberg (Efze)) HR, FZ, MEG, ZIG                 | Löwe = Landgrafschaft Hessen Wellenbalken = Flüsse Fulda, Eder und Schwalm |
|      |        | Landkreis Schwandorf SAD, BUL, NAB, NEN, OVI, ROD                    | Wellenbalken = Flüsse und Seen: Naab, Regen, Oberpfälzer Seenland Zahnrad = Industrie Löwe = Pfälzer Löwe Turm = Vielzahl der Burgen im Oberpfälzer Wald, Naabtal und Regental                                                    |
|      |        | Schwarzwald-Baar-Kreis (Villingen-Schwenningen) VS, DS               | blaue Felder = Donau und Neckar silberne Felder = Schwarzwald und Baar Adler = Zähringer |
|      |        | Stadt Schweinfurt SW                                                 | Reichsadler = freie Reichsstadt |
|      |        | Landkreis Schweinfurt SW, GEO                                        | Reichsadler = Reichsstadt Schweinfurt Fränkischer Rechen |
|      |        | Stadt Schwerin SN                                                    | Reiterbildnis = Heinrich der Löwe blau-gold = Welfen |
|      |        | Kreis Segeberg SE                                                    | Kirche = Sigeburg des Kaisers Lothar Blätter = Segeberg Schild = Schauenburg-Holstein |
|      |        | Kreis Siegen-Wittgenstein SI, BLB                                    | Löwe = Nassau schwarz-silber = Wittgenstein Grubenlampe = Bergbau Knipp (zum Entrinden) = Waldwirtschaft |
|      |        | Landkreis Sigmaringen SIG, SLG, STO, ÜB                              | Hirsch = Grafschaft Sigmaringen Balken = Österreich |
|      |        | Kreis Soest SO, LP                                                   | Schlüssel = Petrus Wappen der Stadt Soest (Patron von Köln und Soest) Kreuz = Erzbistum Köln Rose = Lippstadt |
|      |        | Stadt Solingen SG                                                    | Schwerter = Messerindustrie Anker = Clemens (Märtyrertod durch Ertränken) Mauerkrone mit 5 Zinnentürmen = mehr als 10.000 Einwohner                                                                                               |
|      |        | Landkreis Sömmerda SÖM                                               | Rautenkranz = sächsische Gebietsteile Löwe = Landgrafen von Thüringen Rad = erfurtische Gebiete |
|      |        | Landkreis Sonneberg SON, NH                                          | Löwe = Markgrafschaft Meißen rot-silber mit Schafschere = Schaumberg-Rauenstein silber, rot und blau = Schaumberg-Schaumberg schwarz-gold mit Rautenkranz = Sachsen-Coburg und Sachsen-Meiningen                                  |
|      |        | Stadt Speyer SP                                                      | rotes Kirchengebäude = Westseite des Doms zu Speyer |
|      |        | Landkreis Spree-Neiße SPN, FOR, GUB, SPB                             | Hummer = Cottbus Löwe = Königreich Böhmen Krone = Guben Hirschstange = Herren von Biberstein (Forst) |
|      |        | Landkreis Stade STD                                                  | Burg = Grafenburg Schlüssel = Bistum Bremen Pferd = Niedersachsen (Königreich Hannover) |
|      |        | Landkreis Starnberg STA, WOR                                         | Rauten = Wittelsbacher Löwe und Adler = Grafen von Andechs-Meranien |
|      |        | Kreis Steinburg (Itzehoe) IZ                                         | 3 Schilde = 3 Bezirke Christusbild = Wilstermarsch Nesselblatt = Holstein Schwan = Krempermarsch Wellen = Elbe |
|      |        | Kreis Steinfurt ST, BF, TE                                           | Seerosenblätter = Grafschaft Tecklenburg Schwan = Grafschaft Steinfurt Balken = Bistum Münster |
|      |        | Landkreis Stendal SDL, HV, OBG                                       | roter Adler = Mark Brandenburg Kleeblatt und 3 Eichenblätter = Familie Bismarck 3 Rauten = Grafen von Osterburg |
|      |        | Kreis Stormarn (Bad Oldesloe) OD                                     | Schwan in Kampfstellung mit Krone = Grafschaft Stormarn des dänischen Königshauses |
|      |        | Stadt Straubing SR                                                   | Pflug = Landwirtschaft im Gäuboden Rautenschildchen = Grafen von Bogen und Wittelsbacher Lilie = Maria |
|      |        | Landkreis Straubing-Bogen SR, BOG, MAL                               | Madonna = Wallfahrtsort Bogenberg Ähren = Landwirtschaft Wellenlinie Raute = Wittelsbacher |
|      |        | Stadt Stuttgart S                                                    | Stute = Gestüt “Stutengarten” |
|      |        | Landkreis Südliche Weinstraße SÜW                                    | Löwe = Kurfürsten der Pfalz Weintrauben = Deutsche Weinstraße Kreuz = Hochstift Speyer Kaiserkrone = Reichsinsignien |
|      |        | Landkreis Südwestpfalz (Pirmasens) PS, ZW                            | Löwe = Kurfürstentum Pfalz Sparren = Grafschaft Hanau-Lichtenberg |
|      |        | Stadt Suhl SHL                                                       | Erzhacke = Haupterwerb Erzmulde = Sohle Henne = Henneberger |

## T
| Lage | Wappen | Kreis / Stadt                            | Anmerkungen |
| ---- | ------ | ---------------------------------------- | --- |
|      |        | Landkreis Teltow-Fläming TF, JB, LUK, ZS | Dreiteilung = Jüterbog, Luckenwalde und Zossen Adler = Brandenburg Abtsstab = Bistum Magdeburg + Luckenwalde silber-schwarz geschacht = Familie von Torgow in Zossen |
|      |        | Landkreis Tirschenreuth TIR, KEM         | Löwe = Kurpfalz und Stiftland Waldsassen Drachen = Markgrafen der Diepoldinger Leuchtenberger Balken = Landgrafen von Leuchtenberg                                   |
|      |        | Landkreis Traunstein TS, LF              | Panther = Grafen von Spanheim Adler = einstiges Bistum Chiemsee Burg und Baum = Kloster Baumburg                                                                     |
|      |        | Stadt Trier TR                           | St. Petrus mit goldenen Schlüssel und roten Buch = Stadtpatron |
|      |        | Landkreis Trier-Saarburg TR, SAB         | rotes Kreuz = Kurfürstentum Trier silber-blau = Haus Luxemburg |
|      |        | Landkreis Tübingen TÜ                    | Fahne = Pfalzgrafen von Tübingen Farben = Grafen von Hohenberg |
|      |        | Landkreis Tuttlingen TUT                 | Hirschstange = Württemberg Rad = vorderösterreichische Herrschaft Oberhohenberg (+ Spaichingen)                                                                      |

## U
| Lage | Wappen | Kreis / Stadt                            | Anmerkungen |
| ---- | ------ | ---------------------------------------- | --- |
|      |        | Landkreis Uckermark UM, ANG, PZ, SDT, TP | Backsteinturm Adler = Brandenburg Greif = Vorpommern |
|      |        | Landkreis Uelzen UE                      | Kreuze Löwe + Herzen = Fürstentum Lüneburg |
|      |        | Stadt Ulm UL                             | schwarz-silber (bis 1803 mit Reichsadler) |
|      |        | Kreis Unna UN, LH, LÜN                   | rot-silber geschacht = Grafschaft Mark (Löwe = Wappen der Grafen von Altena, vor Umbenennung und Übersiedlung auf Burg Mark)                                                  |
|      |        | Unstrut-Hainich-Kreis UH, LSZ, MHL       | Adler und Mühlsteine = Freie Reichsstadt Mühlhausen gestreifter Löwe = Landgrafschaft Thüringen Mainzer Rad = Kurfürstentum Mainz (Eichsfeld) Geweih = Fürstentum Schwarzburg |
|      |        | Landkreis Unterallgäu (Mindelheim) MN    | goldene Rosette = Reichsabtei Ottobeuren Lilie = Fugger Rauten = Bayern |

## V
| Lage                           | Wappen | Kreis / Stadt                                                         | Anmerkungen |
| ------------------------------ | ------ | --------------------------------------------------------------------- | --- |
|                                |        | Landkreis Vechta VEC                                                  | rote Balken = Oldenburg rote Sparren = Grafen von Vechta-Ravensberg goldene Wolfsangeln = Grafen von Galen                           |
|                                |        | Landkreis Verden VER                                                  | Sachsenross = Pferdezucht Wellenband = Flüsse Weser und Aller Ähren = Landwirtschaft                                                 |
|                                |        | Kreis Viersen VIE, KK                                                 | Kreuz = Kurfürsten von Köln schwarzer Löwe = Herzogtum Jülich goldener Löwe = Herzogtum Geldern                                      |
|                                |        | Vogelsbergkreis VB                                                    | Türkenbundlilien = Naturpark Hoher Vogelsberg Löwe = Landgrafschaft Hessen                                                           |
|                                |        | Vogtlandkreis V, AE, OVL, PL, RC                                      | Löwe = Vögte von Weida, Gera und Plauen Reichsadler = Reichsland                                                                     |
| Mecklenburg-Vorpommern VG 2011 |        | Landkreis Vorpommern-Greifswald VG, ANK, GW, PW, SBG, UEM, WLG, (HGW) | Greif auf goldenem Grund = Herzogtum Pommern-Wolgast Greif auf silbernem Grund = Herzogtum Pommern-Stettin Schräglinksbalken = Peene |
| Mecklenburg-Vorpommern VR 2011 |        | Landkreis Vorpommern-Rügen VR, GMN, NVP, RDG, RÜG, (HST)              | Schwarzer Greif = Vorpommern Löwe = Rügen Goldener Greif = Mecklenburger Teil Rotes Schild = Stralsund                               |
|                                |        | Landkreis Vulkaneifel (Daun) DAU                                      | Kreuz = Erzstift Trier Löwe = Grafen von Blankenheim-Gerolstein Herzschild = Grafen von Daun                                         |

## W
| Lage | Wappen | Kreis / Stadt                                            | Anmerkungen |
| ---- | ------ | -------------------------------------------------------- | --- |
|      |        | Landkreis Waldeck-Frankenberg (Korbach) KB, FKB, WA      | Löwe = Hessen Stern = Fürstentum Waldeck |
|      |        | Landkreis Waldshut WT, SÄK                               | Turbinenrad = elektrische Energie Wellenbalken = Flüsse (Rhein, Wutach u. a.) Abtsstab = klösterlichen Gründungen im Kreisgebiet                          |
|      |        | Kreis Warendorf WAF, BE                                  | rot-gold = Bistum Münster Wellenbalken = Wasserreichtum Sonnenräder = Familie Vogt von Warendorpe                                                         |
|      |        | Wartburgkreis WAK, EA, SLZ                               | Löwe = Sachsen-Weimar-Eisenach, Sachsen-Meiningen, Sachsen-Coburg, Gotha und Thüringen Henne = Grafschaft Henneberg Hochkreuz = Bistum Fulda              |
|      |        | Stadt Weiden in der Oberpfalz WEN                        | Löwe = Pfalz = Wittelsbacher Weide auf Dreiberg = Stadtname                                                                                               |
|      |        | Landkreis Weilheim-Schongau WM, SOG                      | Löwe = Hohenstaufer Abtstab = Kloster im Landkreis Schlägel und Eisen = Pechkohle-Bergbau in Penzberg und Peißenberg silber-blau = Wittelsbacher          |
|      |        | Stadt Weimar WE                                          | Löwe im herzbestreuten Schild = Grafen von Orlamünde |
|      |        | Weimarer Land (Apolda) AP, APD                           | Mainzer Rad = aus Erfurter Stadtwappen 3 Äpfel = Apolda Löwe = Großherzogtums Sachsen-Weimar-Eisenach                                                     |
|      |        | Landkreis Weißenburg-Gunzenhausen WUG, GUN               | Balken = Gunzenhausen Glocken = Altlandkreis Weißenburg Adler = Stadt Weißenburg                                                                          |
|      |        | Werra-Meißner-Kreis (Eschwege) ESW, WIZ                  | Eschenzweig = Eschwege Burg Ludwigstein = Kreis Witzenhausen Dreiberg mit Wellenbalken = Werra und Meißner                                                |
|      |        | Kreis Wesel WES, DIN, MO                                 | Kopfweide = Kulturlandschaft Niederrhein 3 Wurzelansätze = 3 Altkreise 13 Zweige = 13 Gemeinden                                                           |
|      |        | Landkreis Wesermarsch (Brake (Unterweser)) BRA           | fünf Streifen = Herzogtum Oldenburg mittelalterliche Kogge Friesenkrieger Wahlspruch: „Lever dod as slav“ (Lieber tot als Sklave).                        |
|      |        | Westerwaldkreis WW                                       | 7 Basaltsäulen = 7 Verbandsgemeinden, in denen Basalt und Quarz vorkommt Kanne = Verbandsgemeinden des Kannenbäckerlands Schrägbalken = Wälder und Wiesen |
|      |        | Wetteraukreis (Friedberg (Hessen)) FB, BÜD               | Reichsadler = Freie Reichsstadt Friedberg roter Balken = Grafen von Isenburg-Büdingen Wellenbalken = Fluss Wetter                                         |
|      |        | Stadt Wiesbaden WI                                       | goldene Lilien (Fleur-de-Lis) = Bourbonen blau-gold = Herzogtum Nassau                                                                                    |
|      |        | Stadt Wilhelmshaven WHV                                  | Friese mit Rundschild und Speer = altes Siegelbild des Rüstringer Landes                                                                                  |
|      |        | Landkreis Wittenberg WB, GHC, JE                         | gekreuzte Schwerter = Feldmarschall des Heiligen Römischen Reichs (Fürstentum Sachsen)                                                                    |
|      |        | Landkreis Wittmund WTM                                   | Kogge mit drei Segeln Bär Peitschen Doppeladler |
|      |        | Landkreis Wolfenbüttel WF                                | Löwe = Welfen Farben = Land Braunschweig (histor.) Ähren = Landwirtschaft                                                                                 |
|      |        | Stadt Wolfsburg WOB                                      | Wolf und Burg = Namen der Stadt |
|      |        | Stadt Worms WO                                           | Schlüssel = St. Petrus, Patron des Wormser Doms Stern |
|      |        | Landkreis Wunsiedel im Fichtelgebirge WUN, MAK, REH, SEL | schwarz-silber geschacht = Hohenzollern Adler = Marktredwitz Hirschgeweih = Selb                                                                          |
|      |        | Stadt Wuppertal W                                        | Löwe = Bergisches Land Rost = Laurentius (Elberfeld) Garnknäuel = Garnproduktion                                                                          |
|      |        | Stadt Würzburg WÜ                                        | gevierte Fahne in Stadtfarben = Herzogtum Franken (in anderer Farbgebung)                                                                                 |
|      |        | Landkreis Würzburg WÜ, OCH                               | Fränkischer Rechen Löwen = Altlandkreis Ochsenfurt Lilie = Kloster St. Burkhard in Würzburg                                                               |

## Z
| Lage | Wappen | Kreis / Stadt                      | Anmerkungen                                                                          |
| ---- | ------ | ---------------------------------- | ------------------------------------------------------------------------------------ |
|      |        | Zollernalbkreis (Balingen) BL, HCH | silber-schwarz geviert = Hohenzollern Hirschstangen = Württemberg                    |
|      |        | Stadt Zweibrücken ZW               | Löwe = Grafschaft Zweibrücken Brücke (eigentlich Turnierkragen)                      |
|      |        | Landkreis Zwickau Z, GC, HOT, WDA  | rechte Seite Löwe = Grafschaft Schönburg schrägrechte Teilung = Pleißener Herrschaft |